# Marcel-Ernest Bidault
Marcel-Ernest Bidault (Bois-Guillaume, Sena Marítim, 11 de maig de 1938) va ser un ciclista francès. Com amateur va guanyar la medalla d'or al Campionat del món de contrarellotge per equips de 1963, i va participar en els Jocs Olímpics de 1964.

## Palmarès
- 1963
  -  Campió del món amateur de contrarellotge per equips (amb Georges Chappe, Dominique Motte i Michel Béchet)